# Pallottinerinnen

Gründer Vinzenz Pallotti (1795–1850). Gemälde von Bruno Zwiener

Es gibt zwei Kongregationen von Pallottinerinnen in der römisch-katholischen Kirche.  Ihre offiziellen Namen lauten: Schwestern vom Katholischen Apostolat (Suore dell’ Apostolato Cattolico, Ordenskürzel CSAC) bzw. Missionsschwestern vom Katholischen Apostolat (Ordenskürzel SAC, früher CMP). Als Ordensfrauen verpflichten sie sich durch Gelübde nach den Evangelischen Räten (Armut, Keuschheit, Gehorsam) zu leben.

## Geschichte
Die Schwesterngemeinschaft entstand seit 1838 innerhalb der Vereinigung des Katholischen Apostolates (Unio oder UAC), die drei Jahre zuvor von Vinzenz Pallotti in Rom ins Leben gerufen worden war. Nach einer Cholera-Epidemie eröffnete Pallotti Pfingsten 1838 ein Waisenhaus für Mädchen. Damit verband er die Absicht, dass aus der Gruppe der Erzieherinnen eine geistliche Gemeinschaft von Frauen entstehe, die auch andere Aufgaben übernehmen sollte.
So entstanden in den kommenden Jahren weitere Häuser der Gemeinschaft in Italien und dann auch in den USA.
1891 wurde in Rom ein internationales Missionskolleg gegründet, um Schwestern für verschiedene Aufgaben in der Mission auszubilden. In dieses Kolleg traten vorwiegend Frauen aus Deutschland ein, die gemeinsam mit den Pallottinern die Missionsarbeit in Kamerun übernehmen wollten. Eine Gründung in Deutschland war zunächst aufgrund der Kulturkampf-Gesetze nicht möglich.

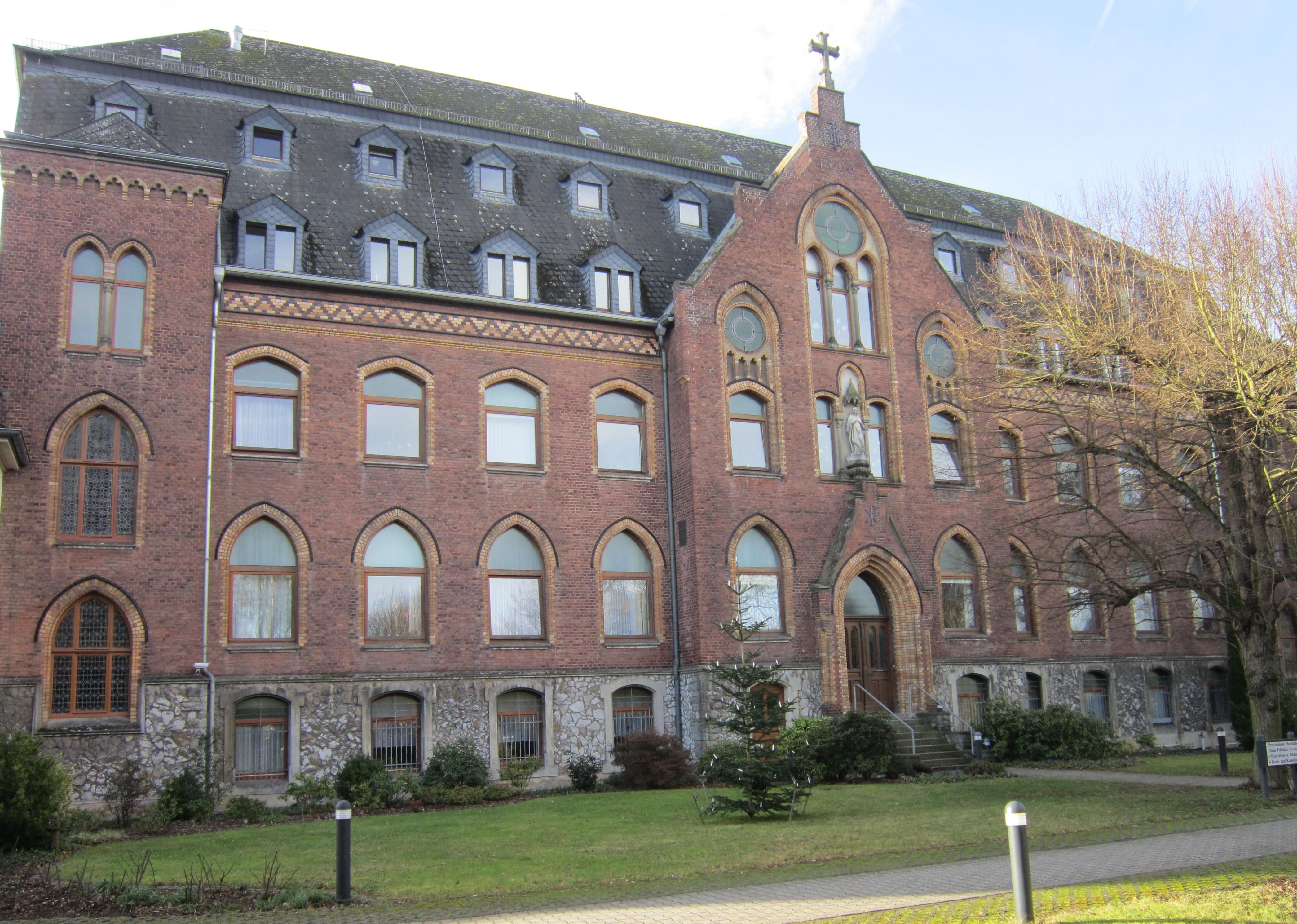
Das 1900–1901 gebaute Kloster Marienborn in Limburg an der Lahn war lange Zeit der Sitz der Generalleitung der Gemeinschaft und danach das Provinzhaus der deutschen Provinz. Heute ist es verkauft.

Nachdem bereits die ersten Schwestern in der damals deutschen Kolonie Kamerun tätig waren, konnte 1895 eine Gruppe von Schwestern nach Deutschland gesandt werden und in Limburg an der Lahn das erste Haus in Deutschland gründen. Daraus entwickelte sich im Lauf der nächsten Jahre ein eigener Zweig, der heute Missionsschwestern vom Katholischen Apostolat genannt wird. 1899 wählte die Gemeinschaft M. Felizitas Massenkeil zur ersten Generaloberin.
1964 wurde diese Gemeinschaft als Kongregation päpstlichen Rechts anerkannt. 1968 verlegte sie ihr Generalat von Limburg nach Rom. Gleichzeitig wurde die Gemeinschaft in Provinzen eingeteilt. Die Missionsschwestern vom Katholischen Apostolat haben heute Niederlassungen in einundzwanzig Ländern in Europa, Afrika, Nord-, Mittel-, Südamerika und Asien. Sie zählen fast 550 Mitglieder.
Die Schwestern vom Katholischen Apostolat, die ihr Generalat ebenfalls in Rom haben, sind heute in Italien, Süd- und Nordamerika, Indien und Mosambik vertreten.

## Pallottinerinnen in Deutschland
Zur Deutschen Provinz der Missionsschwestern vom Katholischen Apostolat gehören etwa 50 Schwestern in Deutschland, Brasilien und Rom. In Deutschland gibt es Häuser im Stadtteil Refrath von Bergisch Gladbach und in Limburg, in Rom ein Gästehaus und in Brasilien eine Niederlassung in Maranhão, einem Staat des Nordostens.
2003 errichteten die Schwestern die St. Vinzenz Pallotti Stiftung, in deren Verantwortung die Einrichtungen übergeben wurden, die von den Schwestern im Verlauf von gut hundert Jahren in Deutschland gegründet und geleitet worden waren: das Exerzitien- und Bildungshaus in Limburg (es wurde zum 1. Juli 2015 geschlossen), das Vinzenz-Pallotti-Hospital in Bensberg (es wurde 2017 an die Gesellschaft der Franziskanerinnen zu Olpe übergeben), die Kindertagesstätte St. Josef in Refrath, das Alten- und Pflegeheim St. Josefshaus in Refrath und das Altenpflegeheim Haus Felizitas in Limburg. Außerdem wurde in Braunfels das Altenheim Friederike-Fliedner-Haus übernommen.
Die Schwestern sind dadurch frei, sich weiterhin in diesen Einrichtungen zu engagieren oder Aufgaben bei anderen Trägern zu übernehmen. So setzen sie sich ein in Kranken- und Altenpflege, Hospiz, Krankenhaus-Seelsorge, geistlicher Begleitung, Exerzitien, Supervision, Sozialarbeit, Schule, Mission und Begleitung junger Menschen als Missionarinnen und Missionare auf Zeit, Hauswirtschaft, Garten, Sekretariat, Buchführung und Verwaltung.
Die Schwestern in Deutschland unterstützen neben den Gemeinschaften in Brasilien auch die Arbeit der anderen Provinzen in den Ländern Belize, Kamerun, Südafrika, Ruanda, Demokratische Republik Kongo, Tansania, Russland, Weißrussland, Ukraine und Indien.